# Hormigueros (barrio)
Hormigueros es un barrio ubicado en el municipio de Hormigueros en el estado libre asociado de Puerto Rico. En el Censo de 2010 tenía una población de 4358 habitantes y una densidad poblacional de 875,92 personas por km².

## Geografía
Hormigueros se encuentra ubicado en las coordenadas 18°8′15″N 67°7′13″O / 18.13750, -67.12028. Según la Oficina del Censo de los Estados Unidos, Hormigueros tiene una superficie total de 4.98 km², que corresponden a tierra firme.

## Demografía
Según el censo de 2010, había 4358 personas residiendo en Hormigueros. La densidad de población era de 875,92 hab./km². De los 4358 habitantes, Hormigueros estaba compuesto por el 81.02% blancos, el 7.57% eran afroamericanos, el 0.41% eran amerindios, el 0.09% eran asiáticos, el 7.76% eran de otras razas y el 3.14% pertenecían a dos o más razas. Del total de la población el 99.43% eran hispanos o latinos de cualquier raza.